# Oscar Balducci
Oscar Balducci (Argentina, 1 de octubre de 1940 - Buenos Aires, 2 de septiembre de 2012), fue un fotógrafo con larga trayectoria en su país, ampliamente reconocido por su obra.

## Actividad profesional
Desde 1965 se dedicó a la fotografía publicitaria, industrial, de modas y de teatro. Realizó retratos de actrices y actores argentinos, así como registro de escena de obras teatrales y musicales.
Entre las instituciones para las cuales trabajó se cuentan el Fondo Nacional de las Artes, el Museo de Arte Latinoamericano de Buenos Aires (Malba), el Museo de Arte Moderno de Buenos Aires (Mamba), la Fundación Espigas, el Centro Cultural de España, el Museo Reina Sofía de Madrid y el Museo de Houston, en Estados Unidos.
Fue el autor de cinco libros de poemas, entre los que se cuentan La Rosa de los Vientos, Resaca de los Vientos (2012) y En el país de los enanos, guiones de cine y una decena de obras de teatro, entre las que se recuerdan en especial los textos y las canciones para los espectáculos de su esposa Cecilia Rossetto, representadas y premiadas en varios países.
Sus obras fotográficas fueron expuestas en prestigiosas instituciones como el Museo Reina Sofía de Madrid, el de Flamenco de Sevilla y en el Bellas Artes de Houston, Estados Unidos. 
En 1974 el director Pedro Stocki dirigió la película Secuestro y muerte de Mr. Dupont sobre guion de Balducci pero el filme fue censurado por el gobierno militar por su alto contenido político y nunca fue estrenada. En 1995 fue coguionista con Gerardo Vallejo, Eva Piwowarski y Héctor Olmos de la película Con el alma, dirigida por Vallejos y protagonizada por Alfredo Alcón, Lito Cruz y Juan Palomino.
Fue galardonado dos veces con el Premio Nacional de las artes.
Balducci estuvo casado con la actriz y cantante Cecilia Rosetto, con quien tuvo una hija, Lucía, y con quien compartió espectáculos teatrales como Concierto amoroso. 
Entre las exposiciones de sus fotografías se encuentran la titulada Retratos, realizada del 10 de diciembre de 2013 al 4 de marzo de 2014, en el Palais de Glace y la realizada después de su muerte en el Museo de baile flamenco titulada Flamenco en Argentina con fotografías que su hija y su viuda, Cecilia Rossetto, decidieron donar a la institución.
Falleció en Buenos Aires el 2 de septiembre de 2012.

### Enlaces de interés
- «Falleció el fotógrafo Oscar Balducci». La Gaceta. San Miguel de Tucumán. 3 de septiembre de 2012. Consultado el 18 de octubre de 2016.
- «Oscar Balducci». 3 de septiembre de 2012. Consultado el 18 de octubre de 2016.
- «Fotografías de Oscar Balducci. Actrices, actores y algunas leyendas». Consultado el 18 de octubre de 2016.
- «Retratos, de Oscar Balducci». Archivado desde el original el 17 de noviembre de 2016. Consultado el 18 de octubre de 2016.
- «Salto mortal en el cuarto oscuro». 10 de junio de 2015. Consultado el 18 de octubre de 2016.